# ستيوارت هول (مقدم)
جيمس ستيوارت هول (من مواليد 25 ديسمبر 1929) هو شخصية إعلامية بريطانية سابقة ومدان بجرائم جنسية. قدّم برامج إخبارية إقليمية لهيئة الإذاعة البريطانية بي بي سي في شمال غرب إنجلترا خلال الستينيات والسبعينيات، وأصبح معروفًا على المستوى الوطني لتقديمه برنامج المسابقات إنه أمر مذهل، الذي كان جزءًا من امتياز ألعاب بلا حدود الدولي. تركزت مسيرته اللاحقة بشكل أساسي على تغطية أخبار كرة القدم عبر إذاعة بي بي سي. في يونيو 2013، أُدين بارتكاب جرائم جنسية متعددة ضد الأطفال، مما أدى فعليًا إلى إنهاء مسيرته الإعلامية والإذاعية.

## حياته
وُلِد ستيوارت هول في أشتون أندر لاين، لانكشاير، وهو الابن الأكبر للخباز جيمس ستيوارت هول وزوجته الأيرلندية المولد ماري (ني هينيسي). نشأ في هايد، تشيشاير، وجلوسوب، ديربيشاير، وتلقى تعليمه في المدرسة الثانوية المحلية. أخرج هول مسرحيات عندما كان في المدرسة وكان رئيسًا لجمعية المناقشة الخاصة بها.  أثناء دراسته في معهد جامعة مانشستر للعلوم والتكنولوجيا ، عُرض عليه عقد لعب مع نادي كريستال بالاس لكرة القدم لكنه رفضه بسبب الأجور المنخفضة.

## حياته المهنية

#### الصحافة
انضم هول إلى هيئة الإذاعة البريطانية بي بي سي عام 1959 كمراسل عام في برنامج نشرة الأخبار الإذاعية، وعمل صحفيًا رياضيًا في برنامج تقرير الرياضة. بين عامي 1965 و1990، قدّم برامج الأخبار الإقليمية لهيئة الإذاعة البريطانية في شمال غرب إنجلترا، والتي تم إنتاجها في مانشستر، وحملت أسماء مختلفة على مر السنين، حيث بدأت باسم أنظر شمالًا، ثم أنظر شمال غرب، وأخيرًا شمال غرب الليلة، وذلك إلى جانب جون موندي. خلال فترة عرض برنامج على الصعيد الوطني (1969–1983)، أصبح هول معروفًا على المستوى الوطني من خلال تقديم الفقرات المباشرة.
في عام 1990، انتقل هول للعمل مع بوب جريفز في فقرة بعنوان "جريفز وهول". خلال العقد الأول من القرن الحادي والعشرين، انضم إلى قناة M ، وهي محطة تلفزيونية محلية في مانشستر، حيث قدم البرنامج على قناة M News.

#### ترفيه
بين عامي 1972 و1982، أصبح هول معروفًا بشكل خاص كمقدّم لبرنامج إنه أمر مذهل على قناة بي بي سي وان، بالإضافة إلى نسخته الأوروبية ألعاب بلا حدود. كان غالبًا ما يغرق في الضحك بسبب التصرفات المضحكة للمنافسين، مما جعله موضوعًا شائعًا للتقليد والمحاكاة.
بعد إلغاء البرنامج، قدّم هول بطولة بطولة التحدي الكبير الفريدة عام 1987، والتي عُرفت أيضًا باسم التحدي الملكي المذهل. كما احتفظ بحقوق البرنامج وبعض الأزياء، مما مكّنه من استضافة برامج وأحداث مماثلة في أجزاء مختلفة من العالم.
قدّم هول أيضًا برنامج كرة المسابقة، وهو برنامج مسابقات لكرة القدم على قناة بي بي سي، بين عامي 1971 و1972. كما كان المذيع الأصلي لبرنامج المسابقات الرياضية الشهير سؤال في الرياضة، الذي كان يُبث آنذاك فقط في شمال إنجلترا. بالإضافة إلى ذلك، قدّم برنامج ذاهب، ذاهب، انتهى، وهو برنامج مسابقات حول التحف على قناة بي بي سي في أواخر التسعينيات، وشارك بالتعليق الصوتي في برنامج هدية الله على تلفزيون غرناطة.
في عام 2008، قدّم هول صوته لفقرة خاصة من برنامج أبطال الفيديو المنزلي للمخرج ليز دينيس. وفي إحدى الحلقات النموذجية، تم عرض سلسلة من المقاطع المضحكة له، مع وجود "عداد ضحك" أسفل الشاشة يقيس مدى ضحكه طوال العرض.

## كرة القدم
باعتباره مراسلاً لكرة القدم، يرتبط اسم هول بعبارة " اللعبة الجميلة "، التي أشاعها، والتي أفاد أنه صاغها في شبابه لوصف كرة القدم. باعتباره من مشجعي مانشستر سيتي طيلة حياته، فقد أعجب بأسلوب لعب الهداف المتميز بيتر دوهيرتي ، وبالتالي استخدم عبارة "اللعبة الجميلة" لوصف دوهيرتي.
كانت أول مباراة كرة قدم يغطيها هول هي مباراة شيفيلد وينزداي ضد ليستر سيتي في هيلزبره عام 1958، حيث تقاسم الفريقان ثمانية أهداف. على الرغم من حبه لمانشستر سيتي، فقد أشار بمودة إلى ملعبهم السابق ماين رود باسم "مسرح الكوميديا الأساسية"، في إشارة إلى ملعب مانشستر يونايتد ، غريم مانشستر سيتي، أولد ترافورد ، والمعروف باسم "مسرح الأحلام".
خلال سبعينيات القرن العشرين، طور هول علاقة مع مدرب ليفربول بيل شانكلي وأصبح زائرًا منتظمًا لغرفة التمهيد في أنفيلد. مكنته علاقته مع بوب بايزلي من تحقيق انقلاب، حيث فاز الفريق بأول نهائي لكأس أوروبا في عام 1977 في روما . تم تهريبه إلى الملعب كموظف في النادي، وقضى هول المباراة على مقاعد البدلاء مرتديًا القميص رقم 14. وقد مكنه هذا من الحصول على لقطات تلفزيونية من فوز الفريق 3-1 على بوروسيا مونشنغلادباخ. بصفته مقدم برامج تلفزيونية، اعتاد هول على الظهور في المباريات الخيرية، وسجل هدفين ضد جوردون بانكس في مباراة تكريم إيدي هوبكنسون في بولتون واندررز.
عمل هول كمراسل كرة قدم في إذاعة راديو 5 لايف لعدة سنوات. في 10 ديسمبر 2009، قدمت إذاعة راديو 5 لايف برنامجًا خاصًا، ليلة ستيوارت هول، تم بثه مباشرة من ملعب مدينة مانشستر.

## الخلافات

#### قضية شرطي مخدرات
في عام 1978 تم استدعاء هول كشاهد إثبات خلال محاكمة رجل شرطة اتهم بالقيادة "دون لياقة بسبب الشرب والمخدرات". قبل إلقاء القبض عليه، أوقف الضابط هول للاشتباه في تجاوزه السرعة، ودعاه هول إلى منزله لتناول مشروب. ألقى الضابط لاحقًا باللوم في حالته المخمورة على هول الذي وضع له مشروبًا. وقد نفى هول الاتهام ولم توجه إليه أي تهمة على الإطلاق.

#### مقاضاة وإدانة مرتكبي الاعتداء الجنسي على الأطفال
في مايو/أيار 2012، تلقت ياسمين عليباي براون، وهي صحفية وكاتبة عمود منتظمة في صحيفة الإندبندنت، رسالة مجهولة المصدر مكونة من ثلاث صفحات تزعم أن هول قام بإعداد مرسل الرسالة واعتداءه جنسياً عليها عندما كانت تلميذة في المدرسة في السبعينيات. وذكرت الكاتبة أنها اضطرت إلى الكشف عن تجاربها بسبب التقارير التي تحدثت عن الاعتداء الجنسي الذي مارسه جيمي سافيل بعد وفاته وبسبب غضبها من تعيين هول كضابط في الإمبراطورية البريطانية ضمن تكريمات العام الجديد 2012. وقد سلمت عليبهي براون الرسالة إلى شرطة العاصمة في مركز شرطة إيلينغ، التي أرسلتها بدورها إلى شرطة لانكشاير، التي وقعت الجرائم المزعومة في نطاق ولايتها القضائية. وبعد ذلك بدأت شرطة لانكشاير التحقيق.
في 5 ديسمبر 2012، ألقت الشرطة القبض على هول ووجهت إليه ثلاث تهم تاريخية بالاعتداء غير اللائق، والتي شملت فتاة تبلغ من العمر 16 أو 17 عامًا في عام 1974، وفتاة تبلغ من العمر 9 سنوات في عام 1983، وفتاة تبلغ من العمر 13 عامًا في عام 1984. بعد إطلاق سراحه بكفالة، أنكر هول في البداية ارتكاب أي مخالفات، وأصدر بيانًا من خلال محاميه بأنه "بريء من هذه التهم". وعندما ظهر أمام محكمة بريستون الجزئية في 7 يناير/كانون الثاني 2013، دفع ببراءته من التهم الثلاث. وقد تم إحالة القضية إلى محكمة الجنايات للمحاكمة. تم إطلاق سراح هول بكفالة بشرط أن يظل مقيمًا في عنوان منزله وألا يكون لديه اتصال غير خاضع للإشراف مع الأطفال الذين تقل أعمارهم عن 17 عامًا   وقد أدى التغطية الإعلامية للقضية إلى تقدم المزيد من النساء للقول بأن هول اعتدى عليهن جنسياً أيضًا.
في 22 يناير 2013، اتُهم هول باغتصاب امرأة تبلغ من العمر 22 عامًا في عام 1976 والاعتداء بشكل غير لائق على عشر فتيات أخريات، تتراوح أعمارهن بين 9 و17 عامًا، بين عامي 1967 و1986. في حديثه إلى الصحفيين بعد مثوله أمام محكمة بريستون الجزئية في 7 فبراير/شباط 2013، نفى هول مرة أخرى ارتكاب أي مخالفات، ووصف التهم بأنها "خبيثة، وقاسية، وفوق كل ذلك زائفة".
في جلسة استماع قبل المحاكمة في محكمة بريستون كراون في 16 أبريل/نيسان 2013، أقر هول بالذنب في 14 تهمة تتعلق بالاعتداء غير اللائق على 13 فتاة تتراوح أعمارهن بين 9 و17 عاماً. وأُطلق سراحه بكفالة في انتظار النطق بالحكم في 17 يونيو/حزيران. وقد منعت القيود المفروضة على التغطية الإعلامية وسائل الإعلام من نشر الخبر حتى الثاني من مايو/أيار، عندما قررت هيئة الادعاء العام عدم متابعة تهمة الاغتصاب أو ثلاث تهم أخرى بالاعتداء غير اللائق تتعلق بالمشتكي نفسه، الذي قرر عدم الإدلاء بشهادته. أدلى هول ببيان من خلال محاميه أصدر فيه "اعتذارًا غير مشروط" لضحاياه.
في 15 يوليو 2013، أكدت شرطة لانكشاير أنه تم توجيه خمسة اتهامات جديدة بالاغتصاب والاعتداء الجنسي ضد هول، بما في ذلك الاغتصاب المزعوم لفتاة تبلغ من العمر 12 عامًا. أدت هذه التحقيقات إلى توجيه 16 تهمة أخرى بالاغتصاب والاعتداء غير اللائق إلى هول في أكتوبر/تشرين الأول 2013. وفي 6 نوفمبر، مثل أمام المحكمة بشأن التهم الجديدة، لكنه لم يقدم أي إقرار بالذنب. وقد ظهر مرة أخرى أمام المحكمة في 29 نوفمبر/تشرين الثاني؛ وفي جلسة استماع أولية للمحكمة في 28 فبراير/شباط 2014، دفع ببراءته من تهمة اغتصاب فتاتين صغيرتين. وقد مثل أمام محكمة بريستون كراون في 6 مايو 2014، حيث اعترف بالاعتداء غير اللائق على فتاة تحت سن 16 عامًا لكنه نفى 20 تهمة أخرى.  في 16 مايو، تمت تبرئة هول من 15 تهمة اغتصاب وأربع تهم اعتداء غير لائق، لكنه أدين بتهمتين اعتداء غير لائق ضد فتاة تبلغ من العمر 13 عامًا.

#### الحكم
في 17 يونيو 2013، حكم القاضي أنتوني راسل في محكمة بريستون كراون على هول بالسجن لمدة 15 شهرًا. في وقت لاحق من اليوم نفسه، أعلن مكتب المدعي العام أنه تلقى شكاوى تفيد بأن الحكم كان "متساهلاً بشكل غير مبرر" . صرحت المدعية العامة في حكومة الظل وعضوة حزب العمال إيميلي ثورنبيري بأنها تعتقد أن هول يستحق عقوبة أطول نظرًا لعمر ضحاياه وحقيقة أنه أنكر الجرائم علنًا في البداية. أحال النائب العام بعد ذلك الحكم إلى محكمة الاستئناف للمراجعة. في 26 يوليو، تم زيادة عقوبة هول إلى 30 شهرًا. بعد إدانته الإضافية بالاعتداء غير اللائق في مايو/أيار 2014، حكم القاضي تيرنر على هول بالسجن لمدة عامين وستة أشهر إضافية، لتضاف إلى مدة حكمه الحالي بالسجن لمدة 30 شهرًا.
وفي حكم لاحق في قضية ماكس كليفورد، قارنت محكمة الاستئناف قضية كليفورد بقضية هول؛ حيث ادعى كليفورد البراءة، لكنه لم يهاجم ضحاياه بشكل مباشر. في المقابل، أدان هول علناً ضحاياه واتهم أحدهم بالسعي إلى "الشهرة الفورية". علق أحد المحامين على حكم كليفورد: "لم يكن أي شيء فعله كليفورد يشبه النهج الكارثي الذي اتخذه ستيوارت هول، الذي قبل إقراره بالذنب في إساءة معاملتهن كفتيات، ندد بمتهميه باعتبارهم منقبين عن المال والكذابين". اعتُبرت تصرفات كليفورد مجرد عدم إظهار للندم، وليس لتبرير زيادة العقوبة عند الاستئناف، على الرغم من استبعاد تخفيف العقوبة بسبب عوامل مخففة؛ في المقابل، تم زيادة عقوبة هول عند الاستئناف.

#### الدعوى المدنية
في يوليو/تموز 2013، أفادت وسائل الإعلام أن 17 امرأة تستعد لرفع دعاوى مدنية ضد هول وهيئة الإذاعة البريطانية، التي يُزعم أن عدداً من الاعتداءات الجنسية وقعت في مقرها. وأكد محامو النساء أن العديد من المطالبات تتعلق بجرائم مزعومة لم تكن جزءًا من الملاحقة الجنائية لهول.
بعد إلقاء القبض على هول بتهمة ارتكاب جرائم جنسية ضد الأطفال، كشفت سجلات سجل الأراضي أنه في 22 فبراير/شباط 2013، قام بنقل ملكية منزله، الذي كان يملكه هو وزوجته هازل بشكل مشترك منذ عام 1981، إلى اسم زوجته وحدها. على الرغم من أن هول ادعى أنه كان ينظم شؤونه المالية بسبب مرض في القلب جعله معرضًا لخطر الموت المفاجئ، إلا أن المحامين الذين يمثلون ضحاياه قالوا إنهم سيسعون للحصول على أمر قضائي لإبطال نقل الملكية، التي تقدر قيمتها بنحو 1.2 مليون جنيه إسترليني، على أساس أنه تخلى عن الملكية لتجنب مطالبات التعويض.

#### إطلاق سراحه
تم إطلاق سراح هول من السجن وايموت بالقرب من بريستون، لانكشاير، في 16 ديسمبر 2015، بعد أن قضى نصف عقوبته. وصل إلى المنزل في الوقت المناسب لعيد الميلاد وعيد ميلاده في نفس اليوم. في مقابلة أجريت معه في فبراير 2016 مع صحيفة ذا صن، انتقد هول متهميه، "أولئك الذين شتموه"، لإسقاطه، وقال إنه يأمل في "العدالة". قالت امرأة هاجمها هول عندما كانت مراهقة: "بالنسبة لي، سيظل دائمًا أدنى مرتبة، متحرشًا بالأطفال حقيرًا دمر حياة العديد من الأشخاص".

#### رد هيئة الإذاعة البريطانية
عندما انتشر خبر إقرار هول بالذنب، أنهت هيئة الإذاعة البريطانية على الفور عقده وقالت: "إن هيئة الإذاعة البريطانية منزعجة من الأفعال المشينة التي ارتكبها ستيوارت هول ونود أن نعرب عن تعاطفنا مع ضحاياه". أعلن اللورد باتن، رئيس مجلس إدارة هيئة الإذاعة البريطانية، في البداية أن السيدة جانيت سميث ستوسع تحقيقها في فضيحة الاعتداء الجنسي التي ارتكبها جيمي سافيل لتشمل الجرائم الجنسية التي ارتكبها هول. قررت هيئة الإذاعة البريطانية بعد ذلك إطلاق تحقيق منفصل برئاسة فرد مختلف. نتيجة لجرائم هول، توقفت هيئة الإذاعة البريطانية عن استخدام المقاطع التي تظهر هول، وقامت بحذفه من لقطات الأرشيف عندما يتم بثها على التلفزيون.
كشفت تحقيقات دام جانيت سميث، التي صدرت في 25 فبراير/شباط 2016، أن هول اعتدى على 21 ضحية من الإناث في هيئة الإذاعة البريطانية، وكانت أصغرهن تبلغ من العمر 10 سنوات، بين عامي 1967 و1991. وجد التقرير أن بعض موظفي هيئة الإذاعة البريطانية كانوا على علم بأنه كان يحضر فتيات قاصرات إلى غرفة تبديل الملابس الخاصة به لممارسة الجنس، لكن مكانته كشخصية مشهورة "لا يمكن المساس بها" منعتهم من تقديم شكاوى إلى الإدارة العليا.

## حياته الشخصية والتكريمات
تزوج هول من هازل بينيت في الأول من مارس عام 1958 وعاش في ويلمسلو، تشيشاير، حتى إدانته في عام 2013. توفي ابن الزوجين الأول نيكولاس بعد وقت قصير من ولادته بسبب عيب خلقي في القلب. وأنجبا ابنة وابنًا آخر. يملك هول مجموعة كبيرة من الساعات، بما في ذلك ساعة كانت مملوكة لنابليون بونابرت. في فبراير 2014، أفادت التقارير أن هازل "تقدم بطلب الطلاق" قبل محاكمة هول في مايو 2014، حيث اتُهم باغتصاب فتاتين مراهقتين، ولكن تمت تبرئته في النهاية.

## الأوسمة
في عام 1999، وقع العديد من أعضاء البرلمان على اقتراح مبكر لمجلس العموم ، لتهنئة هول على مرور 40 عامًا على عمله في البث. تم تعيين هول كضابط في وسام الإمبراطورية البريطانية (OBE) في تكريمات العام الجديد 2012 لخدماته في مجال البث والأعمال الخيرية، لكن تم إلغاء التكريم رسميًا في أكتوبر 2013 بسبب إدانته بارتكاب جرائم جنسية.